# Bloomington (Idaho)
Bloomington és una població dels Estats Units a l'estat d'Idaho. Segons el cens del 2000 tenia 251 habitants.

## Demografia
Segons el cens del 2000, Bloomington tenia 251 habitants, 81 habitatges, i 66 famílies. La densitat de població era de 108,9 habitants per km².
Dels 81 habitatges en un 39,5% hi vivien nens de menys de 18 anys, en un 72,8% hi vivien parelles casades, en un 7,4% dones solteres, i en un 18,5% no eren unitats familiars. En el 17,3% dels habitatges hi vivien persones soles el 8,6% de les quals corresponia a persones de 65 anys o més que vivien soles. El nombre mitjà de persones vivint en cada habitatge era de 3,1 i el nombre mitjà de persones que vivien en cada família era de 3,53.
Per edats la població es repartia de la següent manera: un 38,6% tenia menys de 18 anys, un 4% entre 18 i 24, un 22,3% entre 25 i 44, un 20,3% de 45 a 60 i un 14,7% 65 anys o més.
L'edat mediana era de 34 anys. Per cada 100 dones de 18 o més anys hi havia 100 homes.
La renda mediana per habitatge era de 34.750 $ i la renda mediana per família de 40.625 $. Els homes tenien una renda mediana de 33.125 $ mentre que les dones 13.750 $. La renda per capita de la població era de 13.866 $. Aproximadament el 4,2% de les famílies i el 2,8% de la població estaven per davall del llindar de pobresa.

## Poblacions més properes
El següent diagrama mostra les poblacions més properes.